# Electronic Industries Alliance
Pour les articles homonymes, voir EIA.
Electronic Industries Alliance (EIA) est une alliance commerciale représentant les différents domaines de l'industrie électronique. L'organisme crédité par l'ANSI permet une base de dialogue aux industriels pour mettre au point des normes et diffuser des publications à toutes les industries électroniques de pointe.
Cette association a désormais pour appellation Electronic Components Industry Association (ECIA).

## Domaines d'activité
L'association regroupe cinq domaines d'activité, sous forme d'associations.

### Telecommunications Industry Association (TIA)
L'association TIA regroupe les médias, services et fabricants de produits liés à l'information.
Elle concerne les normes de développement, la défense des droits familiaux et internationaux, le développement commercial et les programmes de promotion des échanges. Elle compte 700 membres.

### Electronic Components, Assemblies and Materials Association (ECA)
L'association ECA regroupe les fabricants et fournisseurs de composants électroniques passifs et actifs, les industries d'assemblage, et les services liés au matériel électronique. Elle concerne la corrélation des informations techniques, l'analyse du marché et ses tendances, et la formation. Elle compte 140 membres.

### Government Electronics and Information Technology Association (GEIA)
L'association GEIA regroupe les industries de pointe liées aux gouvernements, civils ou militaires. Elle comprend tous les domaines de l'informatique, elle transmet les innovations techniques entre le gouvernement et les industries, au travers de conférences. Elle compte 100 membres. Elle est à l'origine notamment de la spécification IBIS

### National Science and Technology Education Partnership (NSTEP)
L'association NSTEP propose des programmes éducationnels pour les jeunes dans les domaines des mathématiques, des sciences et des technologies.

### Joint Electron Device Engineering Council (JEDEC)
L'association JEDEC développe des standards et des publications pour l'industrie des semiconducteurs. Elle compte 250 membres.